# Senetín
Senetín (německy Senetin) je malá vesnice, část obce Petrovice I v okrese Kutná Hora. Nachází se asi dva kilometry severovýchodně od Petrovic. Vesnicí protéká Senetínský potok, který je levostranným přítokem Jánského potoka.
Senetín je také název katastrálního území o rozloze 1,68 km².

## Historie
První písemná zmínka o vesnici pochází z roku 1391.

## Fotogalerie

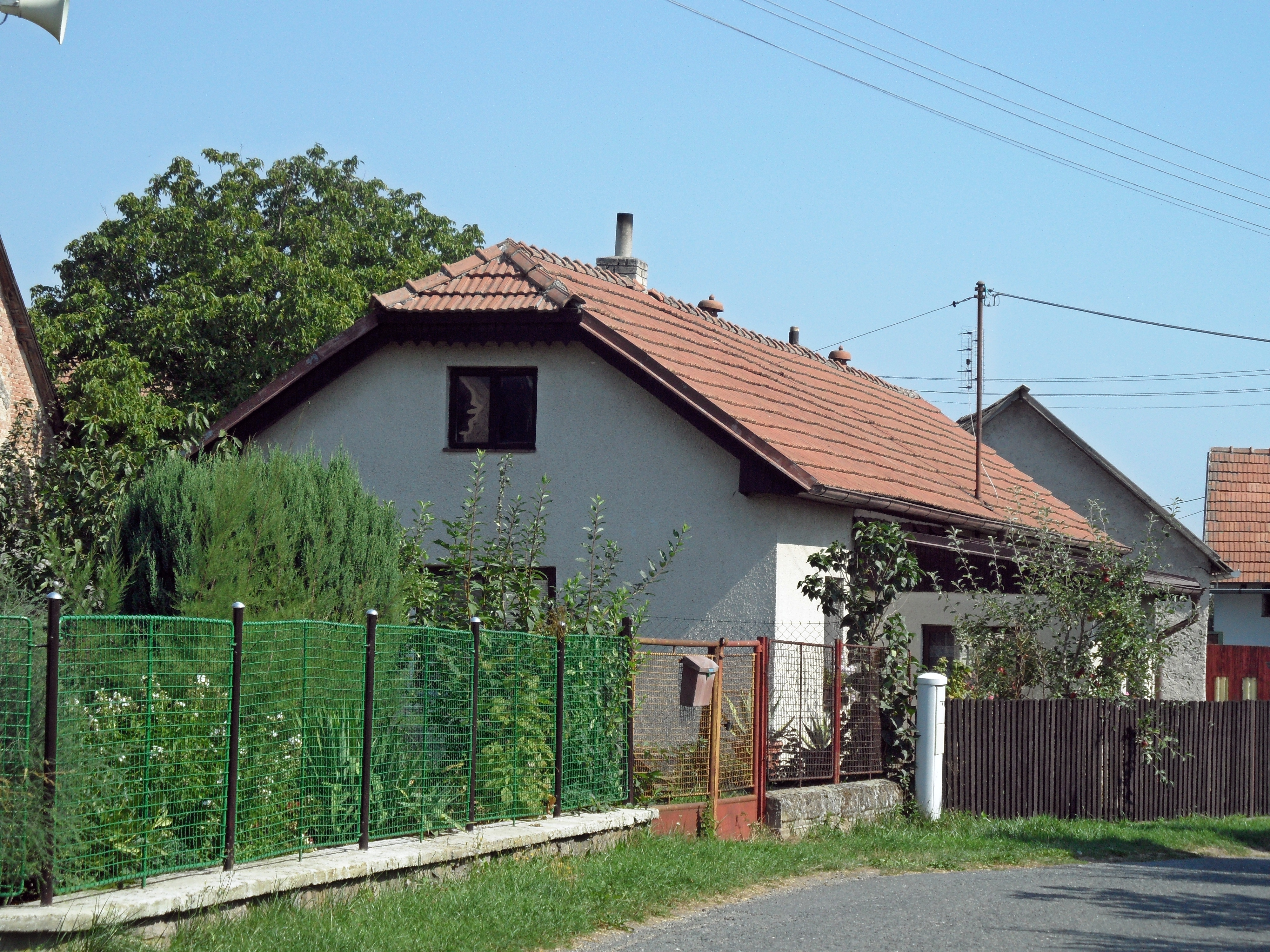
Dům u silnice
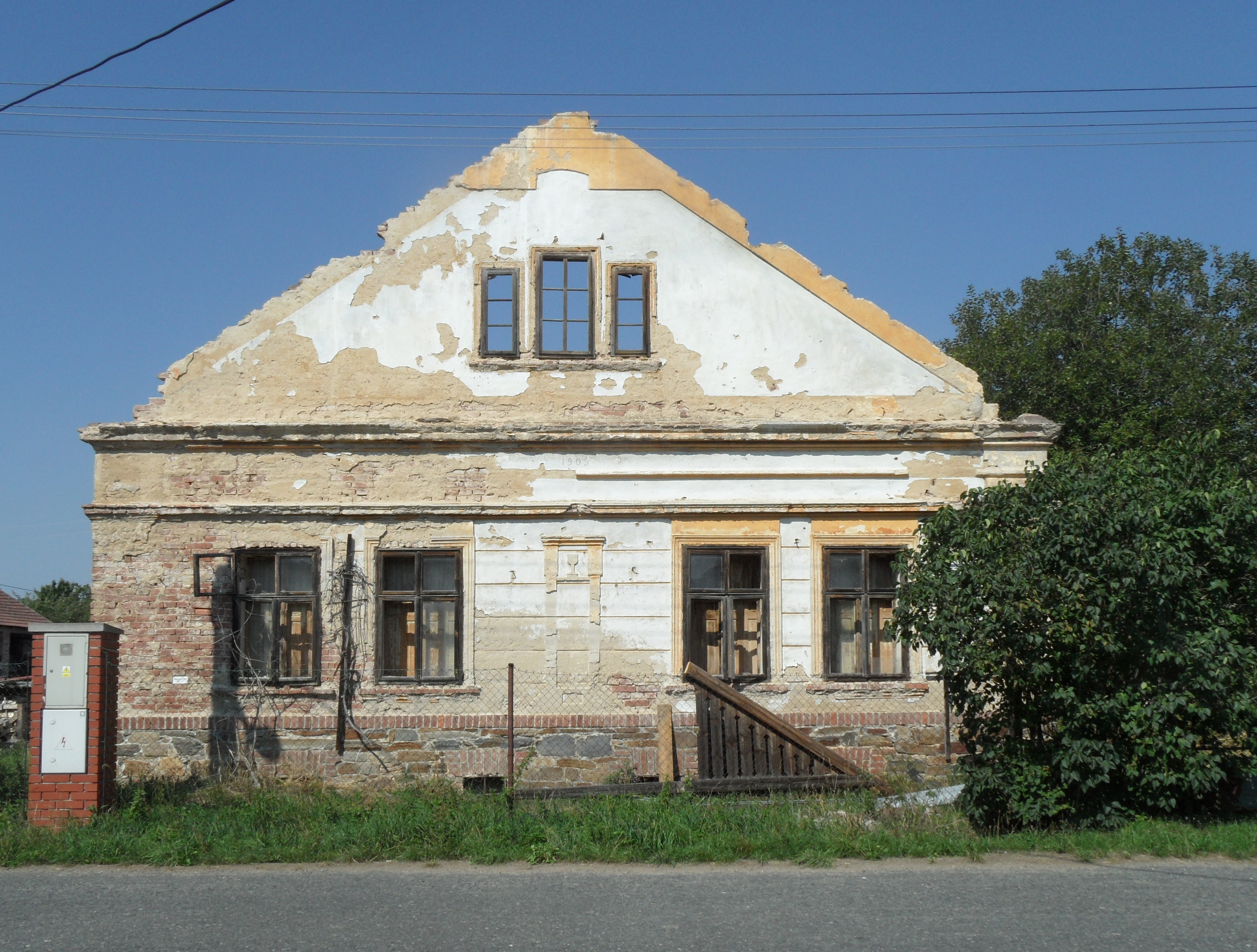
Ruina stavení se štítem
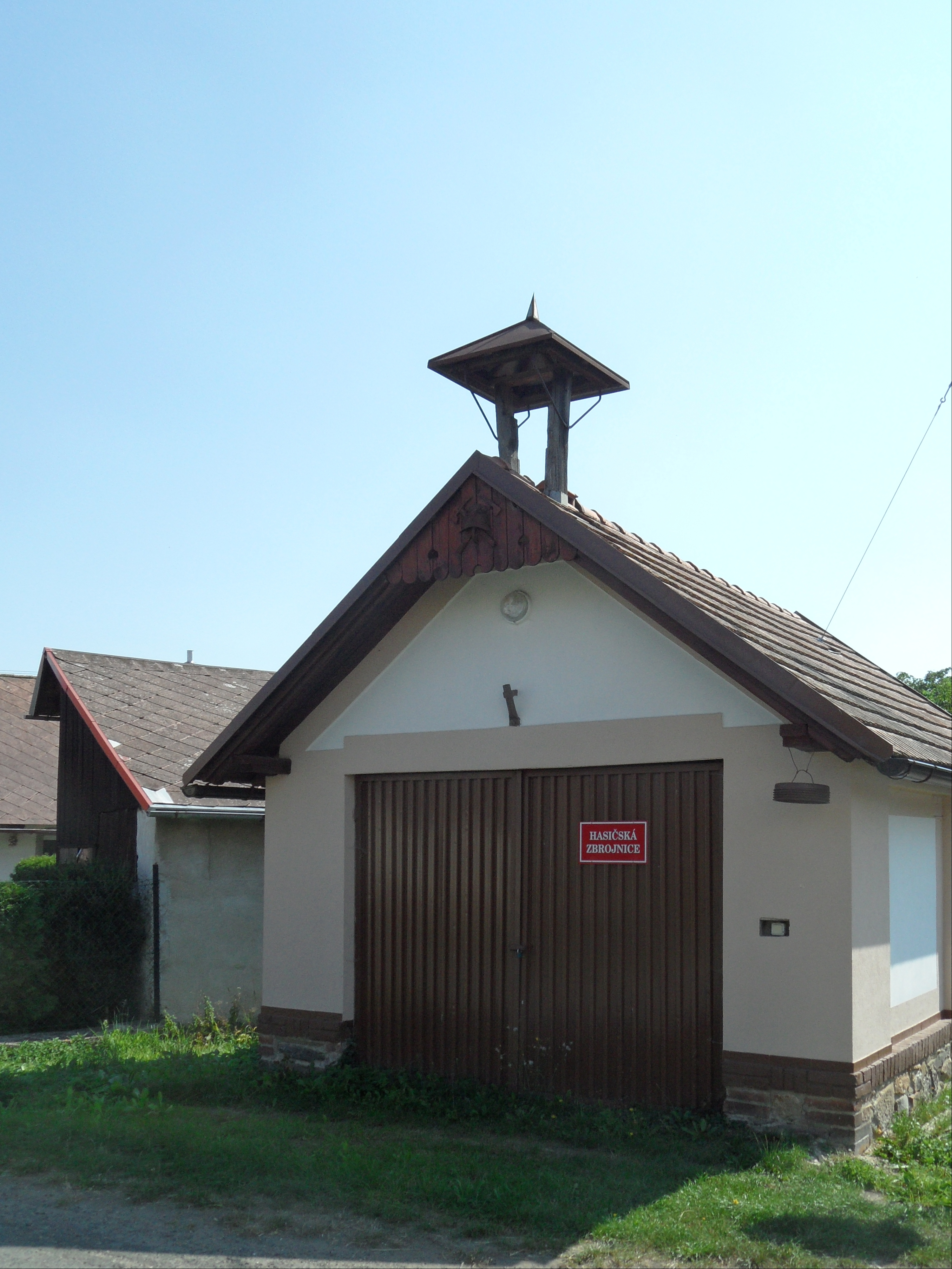
Hasičská zbrojnice se zvoničkou
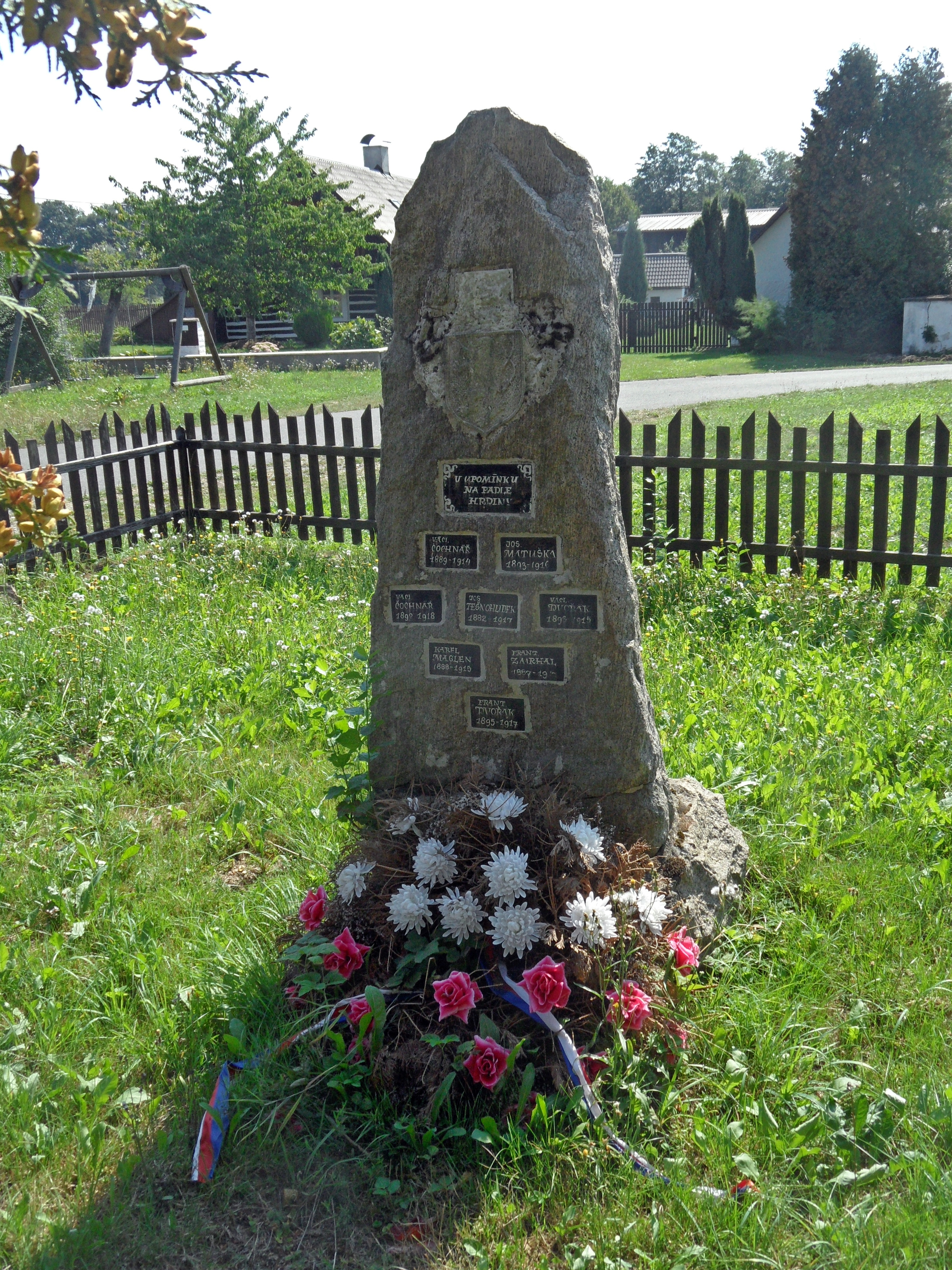
Památník obětem první světové války